# Rejon szarkowszczyński
Rejon szarkowszczyński (biał. Шаркоўшчынскі раён, Szarkouszczynski rajon, ros. Шарковщи́нский райо́н, Szarkowszcziskij rajon) – rejon w północnej Białorusi, w obwodzie witebskim. Leży na terenie dawnego powiatu dziśnieńskiego.

## Geografia
Rejon szarkowszczyński ma powierzchnię 1189,18 km². Lasy zajmują powierzchnię 304,00 km², bagna 77,94 km², obiekty wodne 22,94 km².

## Podział administracyjny
Dzieli się na 6 sielsowietówː
- Bildziugi - sielsowiet Bildziugi
- Hermanowicze - sielsowiet Hermanowicze
- Jody - sielsowiet Jody
- Łużki - sielsowiet Łużki
- Radziuki - sielsowiet Radziuki
- Stanisławowo - sielsowiet Stanisławowo